# Cazul Betty și Barney Hill
Betty și Barney Hill au fost un cuplu american ajunși celebri după ce, conform celor afirmate de ei, la data de 19 spre 20 septembrie 1961 au fost răpiți de extratereștri.
Povestea celor doi soți, cunoscută și sub numele de The Hill Abduction sau Zeta Reticuli Incident a fost intens mediatizată.
În 1966 a fost publicată cartea care trata cazul celor doi soți, The Interrupted Journey (Călătoria întreruptă), scrisă de John Fuller și ajunsă best-seller. A fost făcut chiar și un film de televiziune pe aceeași temă, intitulat The UFO Incident, cu Estelle Parsons și James Earl Jones în rolurile principale.

## Viața înaintea incidentului
Familia Hills locuia în Portsmouth, New Hampshire. Barney (1923 - 1969) era angajat la poșta locală, iar Betty (1919 - 2004), absolventă de master, era asistent social supervizor în drepturilor copilului.
Deși erau un cuplu neobișnuit pentru acea perioadă (Barney era negru, de origine etiopiană, iar Betty caucaziană), erau bine priviți în societate. Ambii erau membri activi ai Bisericii Unitariene locale și membri ai “Asociației Naționale pentru Dezvoltarea Populației de Culoare”. 
Barney ocupa un loc în conducerea “Comisiei pentru Drepturile Civile ale Statelor Unite”. 

## Întâlnirea cu OZN-ul
În ziua de 19 septembrie 1961, familia Hills se întorcea dintr-o vacanță petrecută în Canada, către locuința lor din Portsmouth, New Hampshire - SUA. La un moment dat, văd pe cer un obiect luminos, despre care doamna Hills a crezut că este o stea nouă. Au oprit mașina să o studieze mai bine prin binoclu. Prima dată s-a uitat Betty, după care i-a dat binoclul soțului ei. Privește și Barney, care îi spune soției speriat că au fost văzuți și că acum, obiectul luminos se îndreaptă spre ei.
Fug în mașină, apoi observă că nava s-a apropiat la mai puțin de 30 de metri de ei. Era un disc imens, cu un brâu de hublouri, din care au coborât rând pe rând o serie de omuleți. Cu siluete asemănătoare omului, de 1.50 - 1.60 metri înălțime, fețe rotunde, ochi mari, ca de pisică, gură și nas minuscul, purtau haine închise la culoare, care le acopereau în mare parte pielea gri.
Creaturile s-au apropiat de cei doi și i-au îndrumat să meargă pe o potecă din pădure. 
Aflați în stare de șoc, soții Hill i-au urmat fără să opună rezistență. Într-un luminiș au văzut nava. Intrarea în aceasta este ultimul lucru pe care și l-au mai putut aduce aminte.

## Viața după incident
Cei doi își revin după circa două ore, pe același drum, cu Barney la volan, dar cu 60 de mile mai în sud. Nici unul dintre ei nu-și putea aduce aminte ce s-a întâmplat în decursul celor două ore. Au ajuns acasă, în Portsmouth, în zorii zilei de 20 septembrie. A doua zi, Betty a raportat incidentul maiorului Paul W. Henderson, care i-a spus doamnei Hill: “OZN-ul a fost confirmat și de radarele noastre.”
Deși le-a fost solicitat să păstreze liniștea cu privire la răpire, doi ziariști locali au aflat povestea și le-au luat soților Hill un interviu. Punând cap la cap relatările acestora, au observat și ei că lipseau cu desăvârșire două ore. Lăsând timp de pauze și chiar de scurte opriri pentru a scoate la aer cățelul familiei (care îi însoțea în călătorie), două ore nu puteau fi justificate.
La zece zile după incident, Betty începe să aibă coșmaruri. Barney suferea de ulcer, hipertensiune și insomnii. Starea amândurora de sănătate se înrăutățește. Se hotărăsc să caute ajutor medical și astfel, iau legătura cu dr. Benjamin Simon, un cunoscut neuropsihiatru din Boston. După câteva consulații, Dr. Simon a pus soților Hill diagnosticul de “sindrom anxios”. Metoda de tratament aleasă de acesta a fost hipnoza regresivă, pentru a putea depista cauza problemelor celor doi. 

## Hipnoza
Dr. Simon a început sesiunea de hipnoză cu Barney, după care a urmat Betty. În urma acestuia, au apărut o serie de detalii necunoscute până atunci. 
Sub hipnoză, soții Hills au descris entitățile extraterestre ca fiind “fără păr, de 1.58 cm înălțime, cu piele bătând în gri, capete în formă de pară și ochi oblici, ca de pisică”.
Cei doi au fost duși în încăperi diferite și supuși mai multor procedee de examinare, atât fizice cât și psihice. Le-au fost luate mostre de piele, păr și unghii. Lui Betty au încercat să îi introducă un ac lung în buric, spunându-i-se că este un test de sarcină, dar a durut-o și s-au oprit. 
Le-au fost studiați dinții, iar unul dintre examinatori a tras de dinții lui Betty, încercând parcă să-i scoată. Pentru că nu a reușit, a întrebat-o de ce dinții ei nu se pot scoate, în vreme ce ai lui Barney au ieșit cu ușurință. Betty le-a spus că oamenilor adesea le pică dinții atunci când îmbătrânesc și în locul lor, se pun alții, care se pot scoate ușor. Celui care i-a părut doamnei Hill că ar conduce echipa de examinare, i s-a părut de neînțeles cum anume oamenii îmbătrânesc. Oricât s-a chinuit Betty să îi explice, nu s-a putut face înțeleasă. Extratereștrii nu puteau înțelege conceptele de “timp” și “culoare.
Înainte să părăsească nava, Betty l-a întrebat pe cel care părea conducătorul echipei de examinare de unde au venit, iar acesta i-a arătat o schiță cu ceea ce părea a fi o hartă. Dr. Simon i-a cerut doamnei Hill sub hipnoză, să deseneze harta pe o hârtie. Schița a fost dată mai apoi unui centru de cercetare.
Hipnoza a fost un proces lent, care a necesitat timp, dar după șase luni, opinia expertului a fost că cele relatate de soții Hill fie nu sunt o invenție și au avut loc în realitate, fie sunt rezultatul unor interpretări iluzorii ce au avut loc în raport cu anumite fenomene ce s-au petrecut în realitate.

## Harta

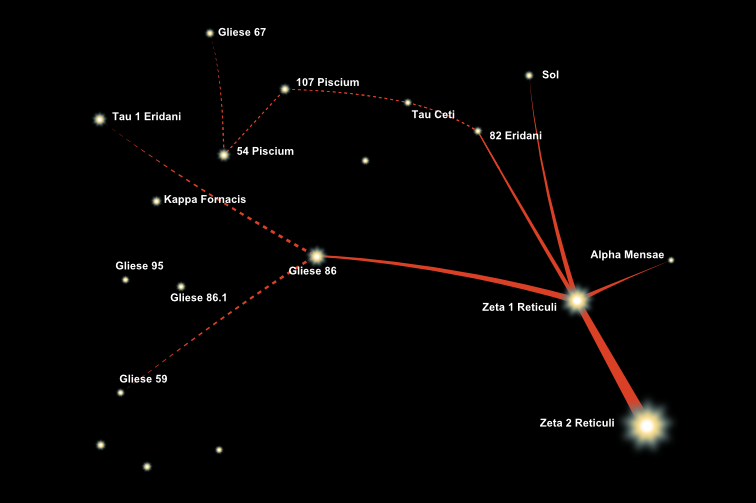
Harta stelelor Zeta Reticuli conform desenului făcut de Betty Hill.

Stanton T. Friedman, fizician doctor în fizică nucleară și specializat pe cercetarea fenomenelor extraterestre, a petrecut mult timp în compania soților Hill din dorința de a elucida misterul.
A analizat toate investigațiile făcute asupra celor doi o bună perioadă de vreme și a ajuns la concluzia că povestea lor se bazează pe evenimente reale și este de-a dreptul imposibil ca cineva să inventeze așa ceva.
Dr. Friedman consideră că, în primul rând, cei doi erau respectați în societate, se bucurau de succes pe plan profesional și nu aveau niciun interes să inventeze o astfel de poveste, care le putea dăuna, știrbindu-le din credibilitate. În plus, după toate cele întâmplate, cei doi și-au continuat viața în mod normal, participând la aceleași activități ca și înainte (în măsura în care cele întâmplate le-au permis).
De asemenea, fizicianul și-a argumentat poziția în acest caz și prin intermediul hărții desenate de Betty sub hipnoză, în 1964. La vremea respectivă, niciun astronom care a studiat harta nu a putut-o desluși, motiv pentru care credibilitatea cazului a avut de suferit. Însă opt ani mai târziu, când au apărut telescoape mai performante și au fost descoperite alte două stele noi, mai mulți savanți au început să dea de capăt misterului hărții. În 1963, niciun astronaut de pe planetă nu știa poziția stelelor respective. Ele au fost descoperite de om abea în 1969. Cum ar fi putut Betty să inventeze harta cu stelele respective incluse și mai ales, cu asemenea precizie?
Mai mult, Astronomii de la Universitatea de Stat din Ohio au pus un computer  să le redea poziția lor exactă în raport cu stelele Zeta Reticuli 1, Zeta Reticuli 2 - 220 trilioane de mile, 37 de ani lumină de la Pământ privind direct spre Soare. Computerul a redat cu exactitate harta desenată de Betty Hill.